# Angerona extrema
Angerona extrema är en fjärilsart som beskrevs av Williams 1947. Angerona extrema ingår i släktet Angerona och familjen mätare. Inga underarter finns listade i Catalogue of Life.